# Secretaría General de Inclusión
La Secretaría General de Inclusión (SGI) es el órgano directivo del Ministerio de Inclusión, Seguridad Social y Migraciones al que le corresponde la elaboración y desarrollo de la política del Gobierno de la Nación en materia de inclusión social.

## Historia
La Secretaría General de Inclusión se creó junto con el Ministerio de Inclusión, Seguridad Social y Migraciones, en enero de 2020. Establecido bajo la denominación de «Secretaría General de Objetivos y Políticas de Inclusión y Previsión Social», tuvo como objetivo inicial el de «impulsar, diseñar y evaluar políticas que tienen por finalidad ayudar a la incorporación y a la participación en la sociedad, en igualdad de oportunidades, de los colectivos más desfavorecidos».
Asimismo, en la comparecencia del ministro, José Luis Escrivá, en la Comisión de Trabajo, Inclusión, Seguridad Social y Migraciones del Congreso de los Diputados, este afirmó que la Secretaría General dispondría «de herramientas que puedan potenciar el crecimiento inclusivo», poniendo «en marcha un sistema de indicadores y métricas de desigualdad que permitan orientar la acción política hacia la inclusión» y mediante el establecimiento de un ingreso mínimo vital. Fue organizada en mayo de 2020, otorgándole dos subdirecciones generales, una para objetivos e indicadores y otra para las políticas de inclusión.
Con motivo de la pandemia de COVID-19 que afectó con fuerza a España, se aceleraron los trabajos en torno a este nuevo ingreso mínimo vital, una medida apoyada también por el socio de la coalición gubernamental, Unidas Podemos, a través de la Vicepresidencia Segunda de Derechos Sociales y Agenda 2030. El ministro Escrivá, en abril de 2020, afirmó que se estaban ultimando los últimos flecos, y que el ingreso mínimo —que tendrá carácter permanente—, se aprobaría en mayo y beneficiaría a aproximadamente 3 millones de personas. La medida finalmente se aprobó el 29 de mayo de 2020.
A finales de 2023 se renombró como Secretaría General de Inclusión. En junio de 2024 se creó, adscrito a la Secretaría General y gestionado por Cofides, el Fondo de Impacto Social, con el objetivo de impulsar las inversiones que tengan fines sociales y medioambientales.

## Estructura
La Secretaría General posee tres órganos directivos, a través de los cuales ejerce el resto de sus funciones:
- La Subdirección General de Objetivos e Indicadores de Inclusión, a la que le corresponde desarrollar indicadores que permitan análisis y evaluaciones eficaces y establecer los objetivos a alcanzar en materia de inclusión social, así como el seguimiento y evaluación posterior de las políticas de inclusión y sus beneficiarios. Asimismo, coordina e impulsa bases de datos, estudios, investigaciones y estadísticas en esta materia.
- La Subdirección General de Políticas de Inclusión, a la que le corresponde el análisis general de las políticas de inclusión y las prestaciones públicas relacionadas, con el objetivo de estudiar sus resultados y proponer cambios o mejoras, así como prestar asistencia técnica en la materia a organismos nacionales e internacionales.
- El Gabinete Técnico, con nivel de Subdirección General, como órgano de apoyo y asistencia inmediata a la persona titular de la Secretaría General.

## Secretarios Generales
1. José María Casado García (2020)[11]
2. María Milagros Paniagua San Martín (2020-2023)[12]
3. Mónica Martínez Bravo (2024-2024)[13]
4. Elena Rodríguez Navarro (2024-presente)[14]